# Cesare Agostinelli
Cesare Agostinelli (Ancona, 30 ottobre 1854 – Ancona, 23 aprile 1933) è stato un anarchico e pubblicista italiano. Viene considerato "uno dei personaggi più noti dell’anarchismo in Italia fra Ottocento e Novecento".

## Biografia
Inizialmente repubblicano, per il suo attivismo riceve le prime condanne fin dagli anni settanta del 1800. Aderisce intorno al 1880 alla Prima internazionale e  nel 1882 viene processato per aver partecipato alle proteste per la condanna di Amilcare Cipriani e successivamente inviato al Domicilio coatto all'Isola di Ponza fino alla fine del 1884.
Dopo un breve periodo in Argentina rientra in Italia e dà inizio alla sua assidua attività di collaboratore di fogli libertari anche se l'attività che preferisce è quella della gestione amministrativa dei periodici, ruolo in cui è particolarmente apprezzato. Nel gennaio 1891 partecipa al congresso di Capolago e viene successivamente condannato per aver organizzato ad Ancona la manifestazione del Primo Maggio. Agostinelli è il principale riferimento del movimento anarchico anconetano e nel 1895 viene nuovamente inviato al domicilio coatto a porto Ercole, Tremiti, Lipari. Viene anche eletto al consiglio comunale di Ancona come candidato protesta presentato da repubblicani e radicali, ma non entrerà mai a far parte del consesso.
Nel 1896 rientra ad Ancona ed insieme a Emidio Recchioni e Adelmo Storti organizza il rientro di Errico Malatesta in Italia. Con Malatesta pubblica il periodico L'Agitazione, poi soppresso a seguito dei Moti popolari del 1898. Agostinelli viene nuovamente inviato al domicilio coatto dove rimarrà (con un breve intermezzo a Fiume) fino al 1900.
Negli anni successivi collabora ai periodici Vita operaia e  Lo sprone. Nel 1913 crea, insieme a Malatesta il settimanale Volontà e dopo la Settimana rossa  del giugno 1914 ne rimane l'unico direttore fino alla chiusura del giornale (luglio 1915).
Secondo Ugo Fedeli:
Dopo la prima guerra mondiale si trasferisce a Milano dove assume l'amministrazione del quotidiano Umanità Nova, viene successivamente arrestato per la Strage del Diana ma la sua estraneità all'attentato viene riconosciuta in sede processuale.
Tornato ad Ancona si allontana progressivamente dall'attività politica, anche a seguito dell'età. Il Regime fascista lo igila assiduamente fino alla morte, avvenuta nel 1933.